# Kvarteret Klockan

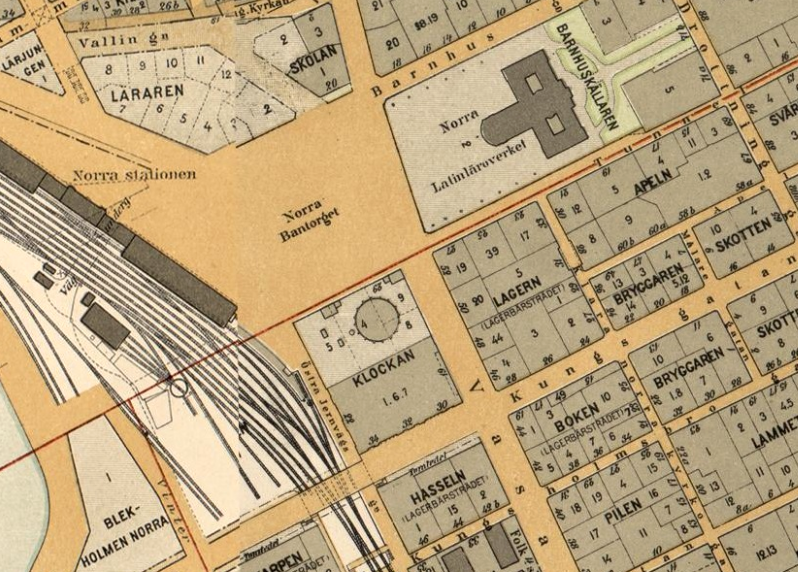
Kvarteret Klockan på Alfred Bentzers karta från 1899.

Kvarteret Klockan är ett kvarter i Stockholms innerstad. Kvarteret består av två fastigheter Klockan 1 och Klockan 10. Omgivande gator respektive platser är Vasagatan mot öst, Kungsgatan mot syd, Östra järnvägsgatan mot väst och Olof Palmes gata respektive Norra Bantorget mot norr. Namnet "Klockan" härrör från den gasklocka som låg här fram till 1912. På en karta från 1867 hette kvarteret "Lagerbärsträdet" som sträckte sig tvärs över dagens Vasagatan och det fanns en repslagarbana på tomten.

## Klockan 1
I nuvarande fastighet Klockan 1, vars långsida vetter mot Kungsgatan byggdes mellan 1883 och 1885 det så kallade Lundbergska huset. Byggherre var storbyggmästaren Carl Oscar Lundberg. Komplexet var då det färdigställts stadens största privata fastighet med över 16 000 kvadratmeter bostads- och kontorsyta. 1886 inrymdes bland annat Vasateatern (numera nedlagd) i huset med en entré från Vasagatan. Byggnaden renoverades och byggdes på med tre våningar under 2010-talet och rymmer numera hotellet Scandic Grand Central och nominerades till Årets Stockholmsbyggnad 2012.

### Bilder Klockan 1

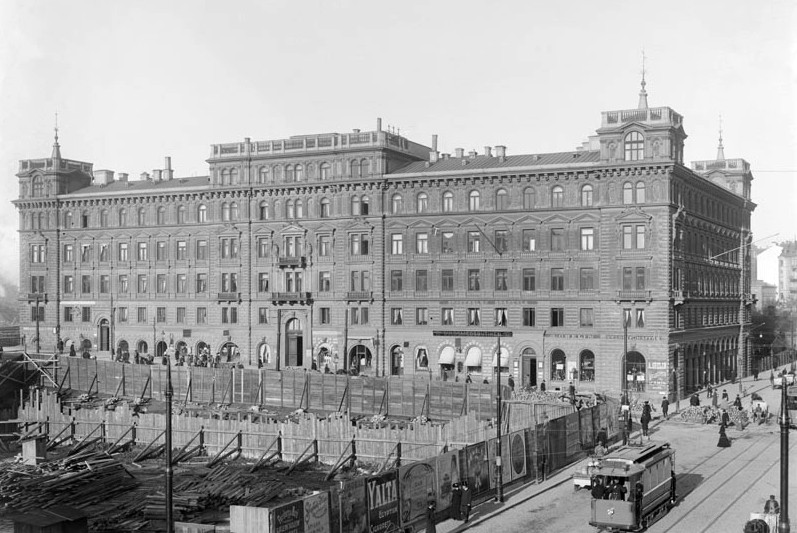
Lundbergska huset omkring år 1900
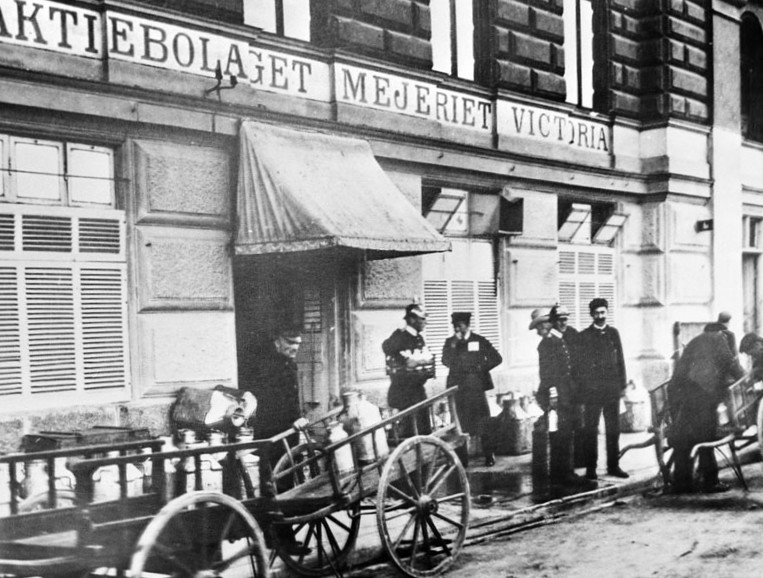
AB Mejeriet Victoria 1909, Östra järnvägsgatan 22
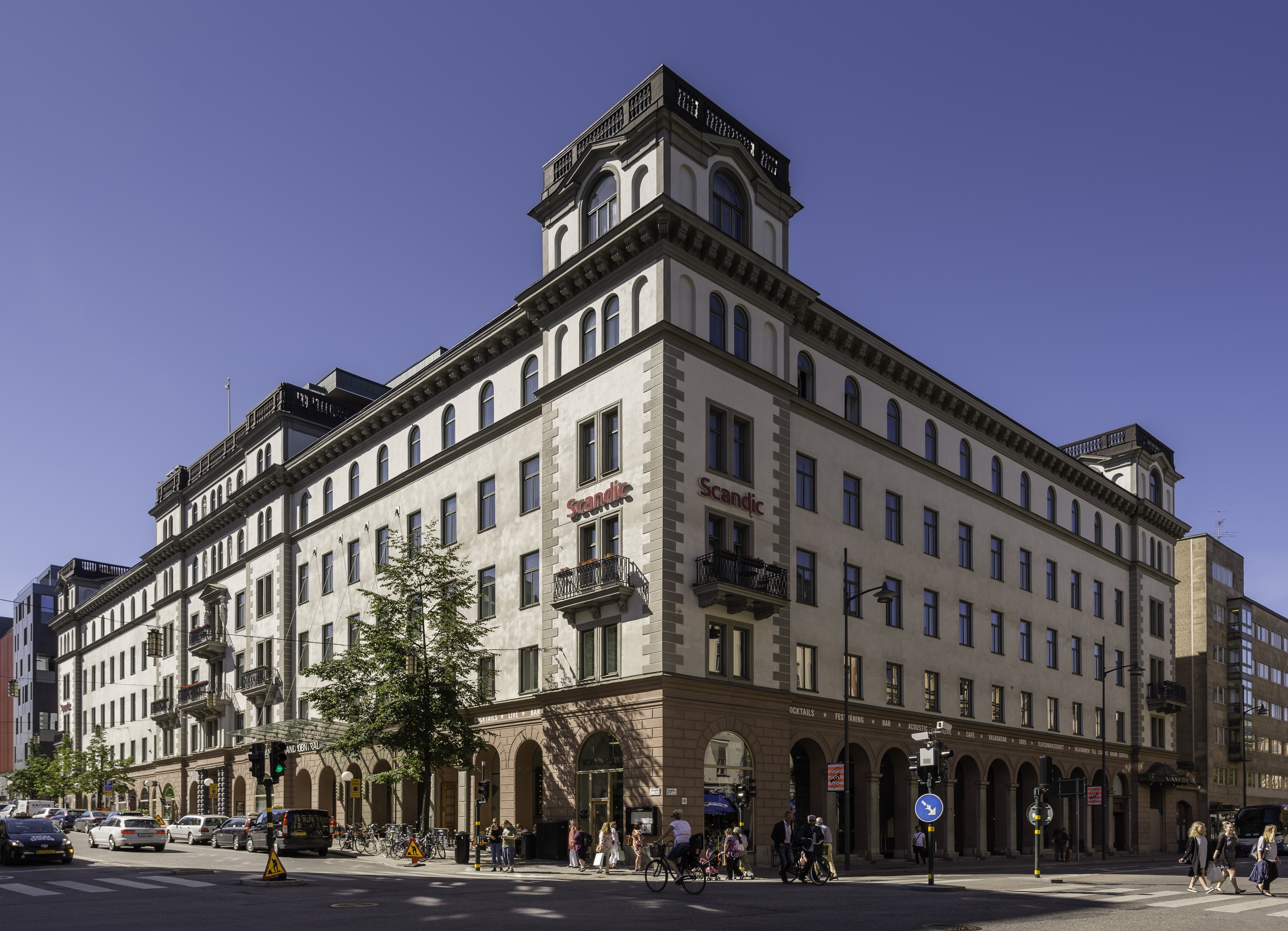
Lundbergska huset efter ombyggnad i september 2011

## Klockan 10
I nuvarande fastighet Klockan 10, vars långsida vetter mot Norra Bantorget, uppfördes 1875 en av Klaragasverkets gasklockor med en volym på 7600 m³. Vid sidan om klockan fanns två mindre byggnader som innehöll teknisk utrustning för klockan drift samt bostad för klockvakten. I samband med Olympiska sommarspelen 1912 byggdes den då uttjänta klockan om till en rund teatersal genom att man sparade murarna till klockans bassäng som bildade ett stort runt hål. Ovanpå hålet uppfördes ett hotell och gasklockans fundament byggdes om till en konsertsal som fick namnet ”Auditorium” och senare Vinterpalatset. Här fanns på 1940-talet ett danspalats och på 1950- och 1960-talen visades film med bland annat Cinerama-teknik och 70 mm vidfilm. Den sista föreställningen hölls 31 december 1977.
Fastigheten förvärvades 1977 av LO, varefter byggnaden revs för ett ge plats åt ett kontorshuskomplex som nyttjas huvudsakligen av olika fackföreningar. Stadsplanen för kvarteret, som fastställdes 1978 hade utformats på grundval av det då framlagda förslaget till generalplan för cityområdet - Cityplan 1977. Byggnadskomplexet uppfördes åren 1978–1979 efter ritningar av arkitekt Sten Lindeberg som var underkonsult till Riksbyggen. Det består av tre nord-sydlig ställda huskroppar i sex våningar med en sjunde indragen takvåning. Längs dåvarande Tunnelgatan (nu Olof Palmes gata) och mot grannfastigheten i Klockan 1 är huskropparna sammanbundna med tvärställda förbindelsebyggnader. Fasaderna är klädda med beigefärgade sandstensplattor.

### Bilder Klockan 10

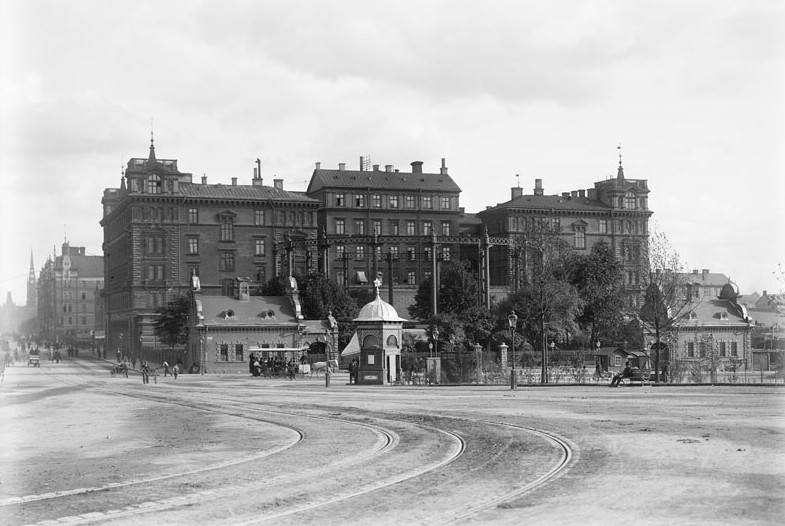
Kvarteret Klockan 1899 med gasklockan i förgrunden och Lundbergska huset bakom
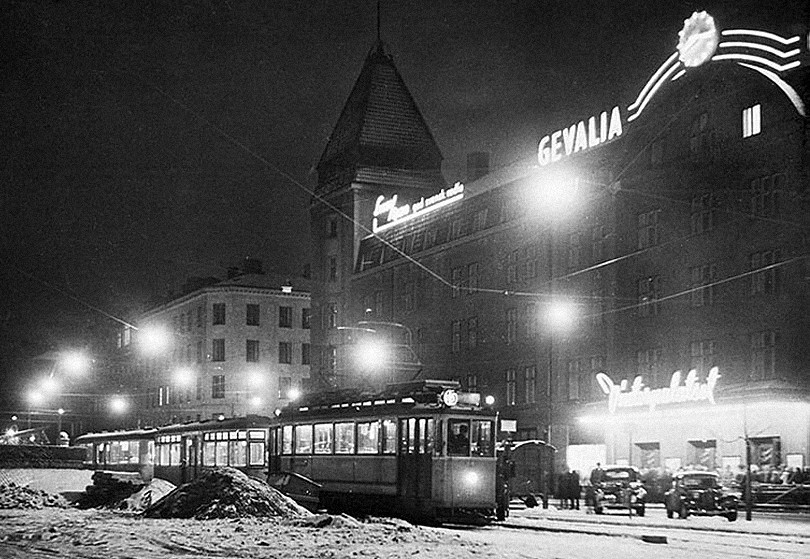
Vinterpalatset 1949
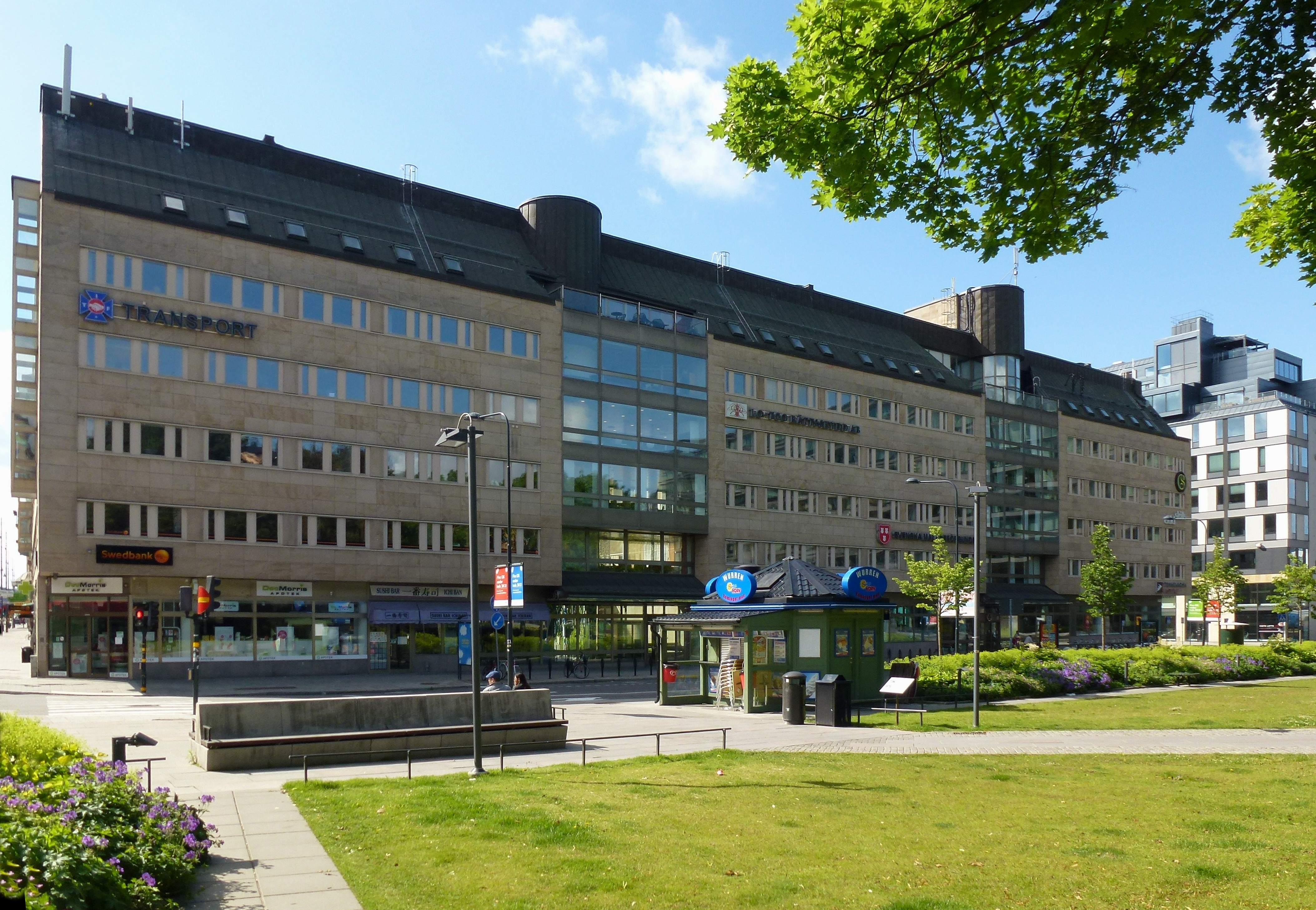
Nuvarande bebyggelse från 1979, arkitekt Sten Lindeberg